# Canada Aviation and Space Museum
O Canada Aviation and Space Museum (em francês: Musée de l'Aviation et de l'Espace du Canada) (anteriormente subdividido em: Canada Aviation Museum e National Aeronautical Collection) é o museu nacional de história da aviação do Canadá. O museu está localizado em Ottawa, Ontário, Canadá, no Aeroporto Ottawa/Rockcliffe.

## História
O museu foi formado pela primeira vez em 1964 na RCAF Station Rockcliffe como a "National Aeronautical Collection" a partir da junção de três coleções existentes distintas. Isso incluía o "National Aviation Museum" em Uplands, que se concentrava na aviação pioneira e rústica; a coleção do "Canadian War Museum", que se concentrava em aeronaves militares, e que incluía muitos troféus de guerra, alguns datando da Primeira Guerra Mundial, e o "RCAF Museum", que se concentrava nas aeronaves operadas pela "Royal Canadian Air Force".
Em 1982, a coleção foi rebatizada para "National Aviation Museum" e em 1988 a coleção foi transferida dos hangares de madeira da Segunda Guerra Mundial onde residia para um novo hangar triangular de tipo experimental. Em 2006, um hangar adicional foi inaugurado, o que permitiu que todas as aeronaves da coleção fossem armazenadas em ambientes internos.

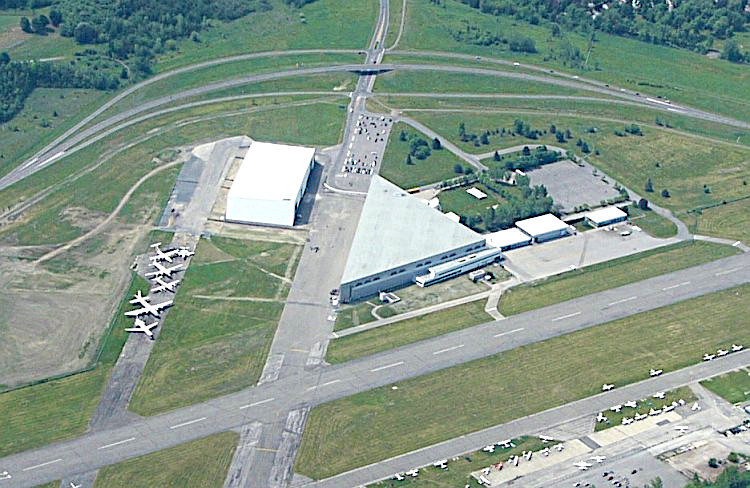
Vista aérea do museu com seu hangar principal (triangular) e seu anexo.

O museu foi fechado em 2 de setembro de 2008 para reforma e reorganização da aeronave em exibição. Este projeto foi concluído e o museu reaberto em 19 de novembro de 2008. As mudanças feitas incluem a criação de espaço para uma nova exposição intitulada "Canadian Wings: A Remarkable Century of Flight", que foi inaugurada em 23 de fevereiro de 2009, o centenário do primeiro vôo de aeronave mais pesada que o ar no Canadá.
Em dezembro de 2008, o museu anunciou que a aprovação havia sido concedida para uma expansão de C$ 7 milhões a começar em maio de 2009 e ser concluída no outono de 2010. As melhorias realizadas incluíram um acréscimo de 2.600 m² (28.000 pés²) dando 18% mais espaço e abrindo espaço para um novo foyer, auditório, refeitório, espaço comercial, uma entrada ajardinada e salas de aula.
Em abril de 2010, a empresa controladora do museu, a "Canada Science and Technology Museum Corporation" anunciou que o museu seria expandido e que seu nome seria alterado para "Canada Aviation and Space Museum" em maio de 2010. A Imprensa Canadense expressou preocupação com a mudança de nome devido à possível confusão com o já existente "Canadian Air and Space Museum", com sede em Toronto.